# Volley-ball aux Jeux olympiques d'été de 2000
Navigation
Atlanta 1996 Athènes 2004
Cette page présente les résultats des compétitions de volley-ball et de volley-ball de plage aux Jeux olympiques d'été de 2000.
 

## Lieux des compétitions
Les matches du tournoi de volley-ball se déroulent au Stade. Les matchs de volley-ball de plage ont lieu à la plage de Bondi.

### Podium volley-ball
| Épreuves                     | Or | Argent | Bronze |
| ---------------------------- | --- | --- | --- |
| Volley-ball masculin détails | Yougoslavie Vladimir Batez Slobodan Kovač Slobodan Boškan Đula Mešter Vasa Mijić Nikola Grbić Vladimir Grbić Andrija Gerić Goran Vujević Ivan Miljković Veljko Petković Igor Vušurović | Russie Vadim Khamouttskikh Rouslan Olikhver Valeri Goryushev Igor Choulepov Alekseï Kazakov Ievgueni Mitkov Serguei Tetioukine Roman Iakovlev Konstantin Ouchakov Aleksandr Gerasimov Ilia Saveliev Alekseï Koulechov     | Italie Andrea Gardini Marco Meoni Pasquale Gravina Luigi Mastrangelo Paolo Tofoli Samuele Papi Andrea Sartoretti Marco Bracci Simone Rosalba Mirko Corsano Andrea Giani Alessandro Fei |
| Volley-ball féminin détails  | Cuba Taismary Agüero Zoila Barros Regla Bell Marlenis Costa Ana Fernández Mirka Francia Idalmis Gato Lilia Izquierdo Mireya Luis Yumilka Ruíz Marta Sánchez Regla Torres               | Russie Ievguenia Artamonova Anastasia Belikova Lioubov Kılıç Iekaterina Gamova Ielena Godina Tatiana Gratchiova Natalia Morozova Olga Potachova Inessa Korkmaz Elizaveta Tichtchenko Ielena Tiourina Ielena Vassilevskaïa | Brésil Leila Barros Erika Coimbra Janina Conceição Virna Dias Kely Fraga Ricarda Lima Kátia Lopes Elisângela Oliveira Walewska Oliveira Karin Rodrigues Raquel Silva Hélia Souza       |

### Podium volley-ball de plage
| Épreuves                      | Or                                         | Argent                               | Bronze                                 |
| ----------------------------- | ------------------------------------------ | ------------------------------------ | -------------------------------------- |
| Beach-volley masculin détails | États-Unis- Dain Blanton - Eric Fonoimoana | Brésil - Zé Marco - Ricardo Santos   | Allemagne - Jörg Ahmann - Axel Hager   |
| Beach-volley féminin détails  | Australie - Natalie Cook - Kerri Pottharst | Brésil - Adriana Behar - Shelda Bede | Brésil - Sandra Pires - Adriana Samuel |